# Králův šašek
Králův šašek je název českého vydání dobrodružného historického románu francouzského spisovatele Alexandra Dumase staršího Les Quarante-Cinq (1847, Čtyřicet pět). Román Dumas napsal opět ve spolupráci s Augustem Maquetem. Jde o třetí část autorovy románové trilogie Hugenoti z období náboženských válek ve Francii v 16. století (předcházející díly tvoří romány Královna Margot a Paní z Monsoreau).
Název románu by se dal také přeložit jako Čtyřicet pět gardistů, neboť se jmenuje podle osobní gardy krále Jindřicha III., kterou tvořilo čtyřicet pět králi oddaných mladých gaskoňských šlechticů.

## Obsah románu

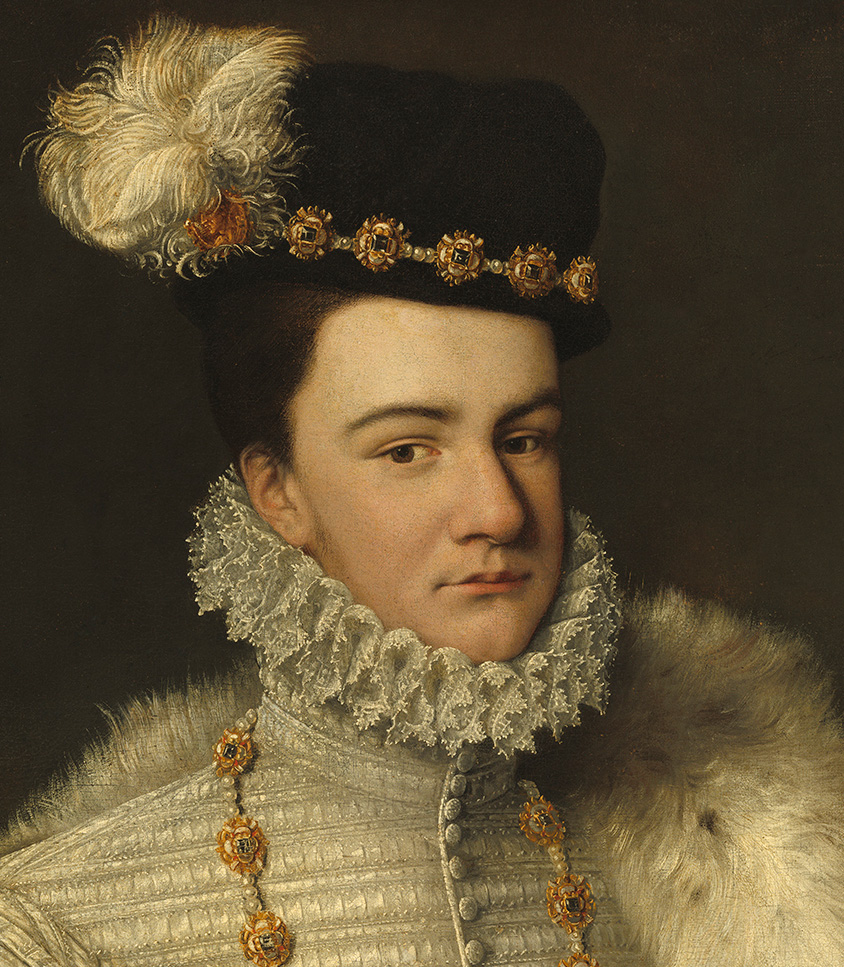
František, vévoda z Anjou

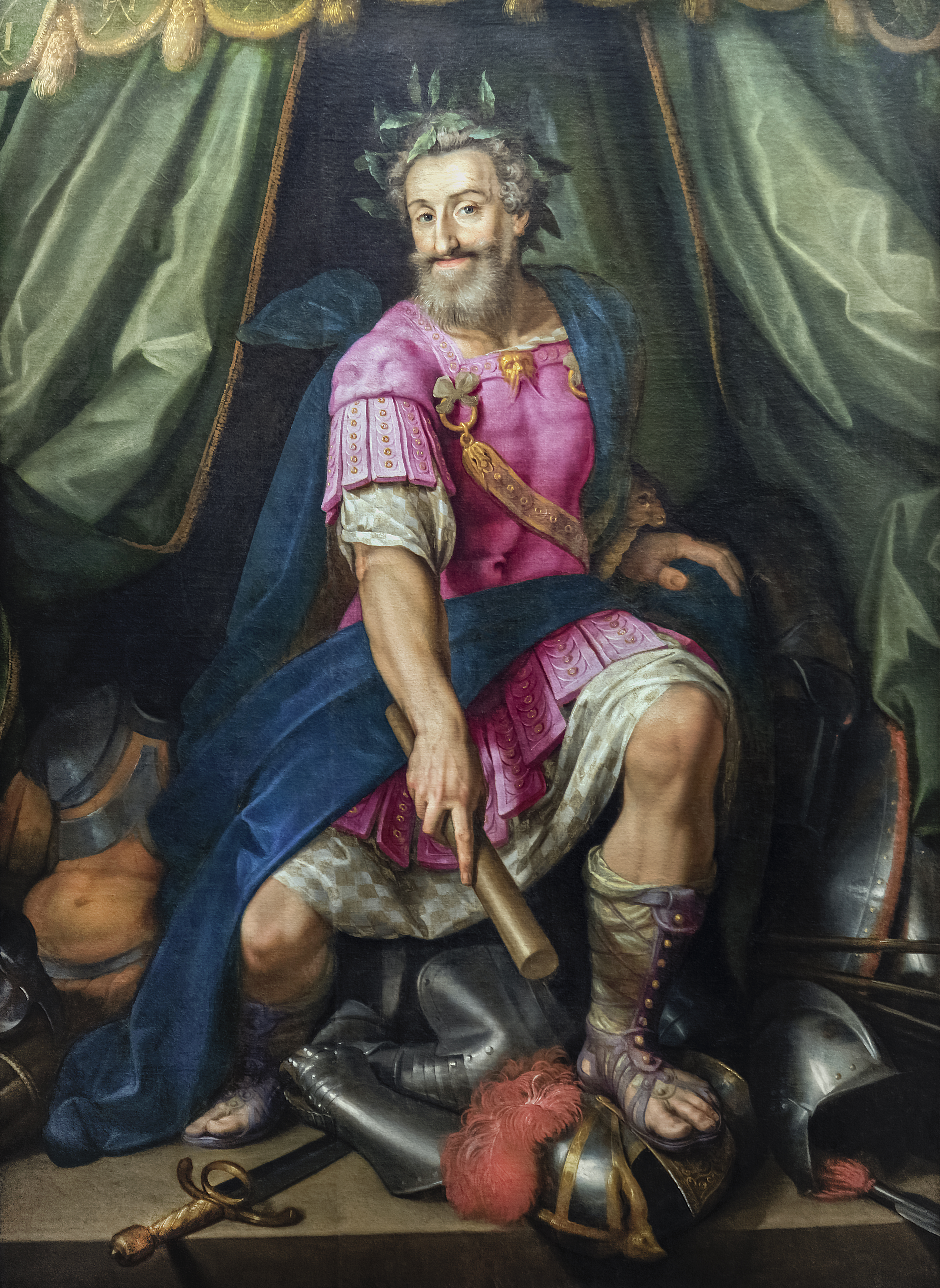
Jindřich Navarrský

Děj románu se odehrává v letech 1585–1586 v období tzv. války tří Jindřichů, kdy proti sobě stáli francouzský král Jindřich III., vévoda de Guise (křestním jménem také Jindřich) a Jindřich Navarrský.
Jindřich III. je Dumasem vypodobněn jako slabošský král, který se nechává ovládat šlechtici svého dvora. Jediným jeho přítelem zůstává jeho šašek Chicot který si sice uvědomuje královy nedostatky, ale má ho upřímně rád.
Katolická liga, řízená rodem de Guise (především vévodovou intrikánskou sestrou vévodkyní de Montpensier), se snaží dosadit vévodu de Guise na trůn a neúspěšně se pokusí i o králův únos, který je zmařen Chicotem a osobní královskou gardou.
O svržení svého bratra usiluje také František, vévoda z Anjou. Aby posílil své postavení, chce se stát dědičným panovníkem Spojených nizozemských provincií, jeho snaha o dobytí Antverp však skončí pro francouzské vojsko katastrofou.

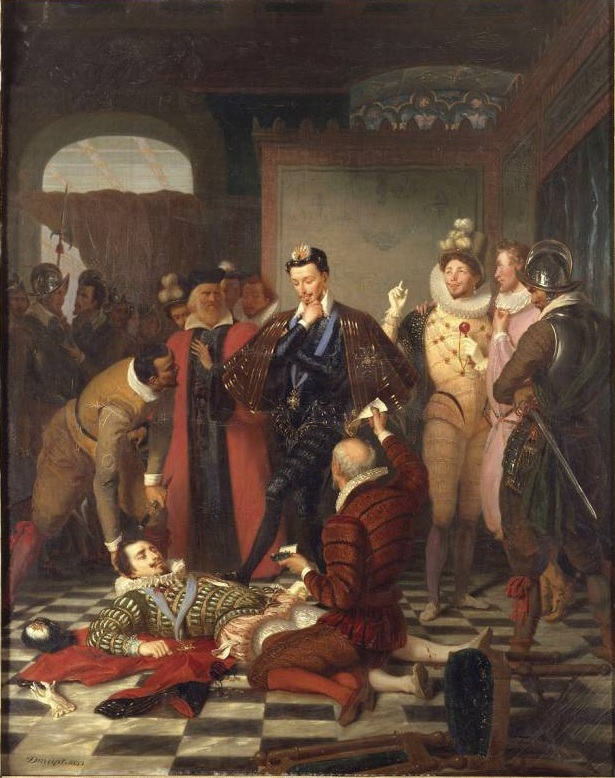
Zavraždění vévody de Guise

Protože Jindřich Navarrský neustále posiluje své postavení, posílá Jindřich III. Chicota tajně do Navarrského království s posláním vyvolat konflikt mezi Jindřichem Navarrským a jeho manželkou Margot na základě odhalení jejich mimomanželských milostných vztahů a tak jej oslabit. Chicot se stane svědkem Jindřichova dobytí města Cahors (nepředané Margotino věno) a zjistí, že Jindřich Navarrský se chová jako skutečný a sebevědomý král.
Na scéně se také objevuje Diana de Méridor doprovázená lékařem Remym. Má jediný cíl, pomstít smrt svého milence hraběte de Bussyho, což se jí na konci románu podaří, když otráví vévodu z Anjou, který smrt jejího milence zavinil.
František, vévoda z Anjou, umírá a Jindřich III. zjišťuje, že nemá přímého následníka. Hrozí tak, že s jeho nástupcem stane vévoda de Guise.
Po dočtení románu zjišťujeme, že příběh trilogie je poněkud nedokončený, jakoby Dumas hodlal ještě napsat pokračování. Nedozvíme se tak, že vévoda de Guise se stal pro krále tak nebezpečný, že jej král nechal i s jeho bratrem kardinálem de Guise roku 1588 na zámku Blois zavraždit, a to právě svou osobní gardou. Tím definitivně otevřel cestu na francouzský trůn Jindřichovi Navarrskému, který naň jako Jindřich IV. usedl roku 1589 poté, co byl Jindřich III. zavražděn dominikánským mnichem Jacquesem Clémentem, který jej bodl dýkou do podbřišku. Clément v románu Králův šašek již vystupuje a obdrží za určitou službu dýku darem od krále.
V románu si Dumas oproti předcházejícím dílům trilogie také nejvíce přizpůsobil skutečnou historii svým potřebám. Neúspěšná snaha vévody z Anjou dobýt Antverpy se ve skutečnosti udála již v roce 1583 a sám vévoda zemřel roku 1584 na malárii.

## Česká vydání
- Králův šašek, Josef R. Vilímek, Praha 1920, přeložil Karel Čvančara, znovu 1928.
- Králův šašek, Svoboda, Praha 1992, přeložil Vlastimil Fiala.